# エバン・ガティス
- エバン・ギャティス

ジェームズ・エバン・ガティス（James Evan Gattis, 1986年8月18日 - ）は、アメリカ合衆国テキサス州ダラス出身の元プロ野球選手（捕手、左翼手）。右投右打。愛称はブル（Bull）。
メディアによっては「ギャティス」とも表記される。

## 経歴

### プロ入り前
6歳から野球を始める。少年時代は大のテキサス・レンジャーズファンだった。
高校時代に活躍し、テキサスA&M大学が獲得に動いたが、期待への重圧からアルコールやマリファナに手を出し、進学も諦めている。その後、母親が更生施設に30日間入れた。退院後は、オクラホマ州にあるセミノール州立大学に進学する。ここで、野球をするも膝を怪我して辞めてしまう。
セミノール州立大学中退後、長い放浪生活が始まる。まず、ダラスでバレットパーキングをする。その後、コロラド州ボルダーにいる兄妹の家にしばらく泊まる。ここでは、スキーのリフトの係などをやっていた。その7ヶ月後に、ダラスに帰郷する。
2010年に野球を復帰する事を決意。義理の兄弟がテキサス・オブ・ザ・パージアン・ベイシン大学で野球をしており、そこのコーチがエバンの高校時代をよく知る人物だった。そのコネで大学に入り、野球を復帰した。

### ブレーブス時代
2010年のMLBドラフト23巡目（全体704位）でアトランタ・ブレーブスから指名され、プロ入り。1年目は傘下のアパラチアンリーグのルーキー級ダンビル・ブレーブスでプロデビュー。35試合に出場して打率.288、4本塁打を記録した。

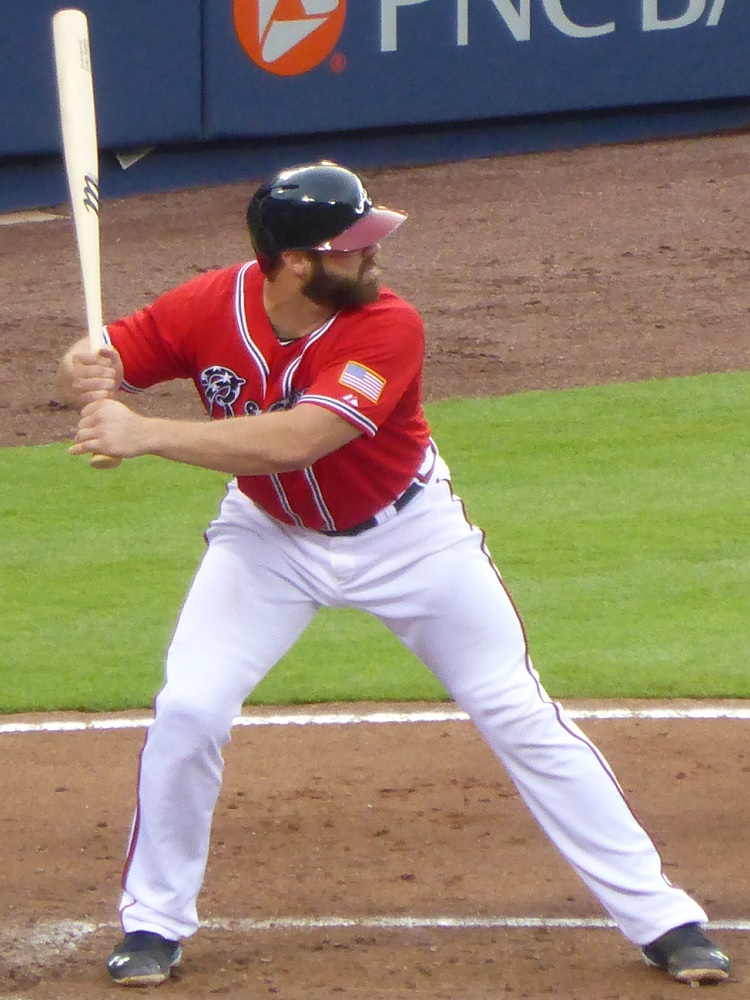
ブレーブス時代
（2014年6月13日）

2011年5月にA級ローム・ブレーブスに昇格した。
2012年は開幕をA+級リンチバーグ・ヒルキャッツで迎え、21試合で打率.385・9本塁打・29打点を記録し、4月中にAA級ミシシッピ・ブレーブスへ昇格した。オフにベネズエラのウィンターリーグに参加。53試合に出場して打率.303、16本塁打、長打率.595を記録した。ここで、"El Oso Blanco"というあだ名が付けられた。これは、スペイン語でシロクマを意味する。
2013年は開幕前にブライアン・マッキャンが負傷したため、初めて開幕ロースター入りを果たした。4月3日のフィラデルフィア・フィリーズ戦で、メジャーデビューを果たす。第2打席でロイ・ハラデイからメジャー初本塁打を放った。4月は、打率.250・6本塁打・16打点・長打率.566・塁打43を記録し、4月のルーキー・オブ・ザ・マンスを受賞した。5月になるとマッキャンが復帰したが、故障者リスト入りしているジェイソン・ヘイワードに変わって左翼手を守るなどして、出場機会を得ている。5月も好調を維持し、打率.303、出塁率.362、長打率.683を記録し、2か月連続でルーキー・オブ・ザ・マンスを受賞した。しかし6月19日に故障者リスト入りした。9月3日に復帰し、8日のフィリーズ戦では飛距離486フィート (148 m)級のホームランを放った。これは、シチズンズ・バンク・パークで最長飛距離である。この年は105試合に出場して打率.243、21本塁打、65打点を記録し、ナショナルリーグの新人王の投票では7位であった。
2014年2月25日にブレーブスと1年契約に合意した。この年はマッキャンがニューヨーク・ヤンキースへ移籍したため、開幕から正捕手として起用された。6月30日には椎間板ヘルニアで15日間の故障者リスト入りした、7月21日に復帰。この年は108試合に出場して打率.263、22本塁打、52打点を記録した。

### アストロズ時代
2015年1月14日にマイク・フォルテネービッチ、リオ・ルイーズ、アンドリュー・サーマンとのトレードで、ジェームズ・ホイトと共にヒューストン・アストロズへ移籍した。アストロズではDHのレギュラーの座を手中に収め、自己最多の153試合でプレーして規定打席に達した。打率は.246ながら、自己最多且つチームトップの27本塁打を放ったほか、アメリカンリーグ3位タイの11三塁打も記録した。
2016年も指名打者のレギュラーで起用されたが、本職の捕手として起用される機会も増えた。128試合に出場し、打撃面では打率.251、32本塁打、72打点という成績を記録した。MLB4年目で通算100本塁打に達したほか、初めて30本塁打を超えた事もあって長打率は.500を超えた。また、メジャー初盗塁も決めた。
2017年は8月に脳震盪で故障者リスト入りした影響もあり、84試合の出場に留まった。
2018年は128試合に出場して打率.226、25本塁打、78打点を記録した。捕手の守備に就いたのは2試合だけだった。オフの10月29日にFAとなった。
2020年、元チームメートのエリック・オフラハティと共に現役引退を発表した。

## 詳細情報

### 年度別打撃成績
| 年 度    | 球 団    | 試 合 | 打 席 | 打 数 | 得 点 | 安 打 | 二 塁 打 | 三 塁 打 | 本 塁 打 | 塁 打 | 打 点 | 盗 塁 | 盗 塁 死 | 犠 打 | 犠 飛 | 四 球 | 敬 遠 | 死 球 | 三 振 | 併 殺 打 | 打 率 | 出 塁 率 | 長 打 率 | O P S |
| -------- | -------- | ----- | ----- | ----- | ----- | ----- | -------- | -------- | -------- | ----- | ----- | ----- | -------- | ----- | ----- | ----- | ----- | ----- | ----- | -------- | ----- | -------- | -------- | ----- |
| 2013     | ATL      | 105   | 382   | 354   | 44    | 86    | 21       | 0        | 21       | 170   | 65    | 0     | 0        | 0     | 3     | 21    | 4     | 4     | 81    | 10       | .243  | .291     | .480     | .771  |
| 2014     | ATL      | 108   | 401   | 369   | 41    | 97    | 17       | 1        | 22       | 182   | 52    | 0     | 0        | 0     | 2     | 22    | 3     | 8     | 97    | 9        | .263  | .317     | .493     | .810  |
| 2015     | HOU      | 153   | 604   | 566   | 66    | 139   | 20       | 11       | 27       | 262   | 88    | 0     | 1        | 0     | 5     | 30    | 3     | 3     | 119   | 13       | .246  | .285     | .463     | .748  |
| 2016     | HOU      | 128   | 499   | 447   | 58    | 112   | 19       | 0        | 32       | 227   | 72    | 2     | 1        | 0     | 5     | 43    | 6     | 4     | 127   | 12       | .251  | .319     | .508     | .826  |
| 2017     | HOU      | 84    | 325   | 300   | 41    | 79    | 22       | 0        | 12       | 137   | 55    | 0     | 1        | 0     | 3     | 18    | 0     | 4     | 50    | 10       | .263  | .311     | .457     | .767  |
| 2018     | HOU      | 128   | 451   | 407   | 49    | 92    | 17       | 0        | 25       | 184   | 78    | 1     | 0        | 0     | 8     | 33    | 2     | 3     | 101   | 13       | .226  | .284     | .452     | .736  |
| MLB：6年 | MLB：6年 | 706   | 2662  | 2443  | 299   | 605   | 116      | 12       | 139      | 1162  | 410   | 3     | 3        | 0     | 26    | 167   | 18    | 26    | 575   | 67       | .248  | .300     | .476     | .775  |

- 2019年度シーズン終了時

### 年度別守備成績
| 年 度 | 球 団 | 捕手（C） | 捕手（C） | 捕手（C） | 捕手（C） | 捕手（C） | 捕手（C） | 捕手（C） | 捕手（C） | 捕手（C） | 捕手（C） | 一塁（1B） | 一塁（1B） | 一塁（1B） | 一塁（1B） | 一塁（1B） | 一塁（1B） | 左翼（LF） | 左翼（LF） | 左翼（LF） | 左翼（LF） | 左翼（LF） | 左翼（LF） |
| 年 度 | 球 団 | 試 合     | 刺 殺     | 補 殺     | 失 策     | 併 殺     | 守 備 率  | 捕 逸     | 許 盗 塁  | 盗 塁 刺  | 阻 止 率  | 試 合      | 刺 殺      | 補 殺      | 失 策      | 併 殺      | 守 備 率   | 試 合      | 刺 殺      | 補 殺      | 失 策      | 併 殺      | 守 備 率   |
| ----- | ----- | --------- | --------- | --------- | --------- | --------- | --------- | --------- | --------- | --------- | --------- | ---------- | ---------- | ---------- | ---------- | ---------- | ---------- | ---------- | ---------- | ---------- | ---------- | ---------- | ---------- |
| 2013  | ATL   | 42        | 379       | 26        | 2         | 0         | .993      | 2         | 16        | 8         | .333      | 4          | 34         | 0          | 1          | 2          | .971       | 48         | 63         | 3          | 4          | 1          | .943       |
| 2014  | ATL   | 93        | 723       | 49        | 5         | 2         | .994      | 5         | 53        | 13        | .197      | -          | -          | -          | -          | -          | -          | -          | -          | -          | -          | -          | -          |
| 2015  | HOU   | -         | -         | -         | -         | -         | -         | -         | -         | -         | -         | -          | -          | -          | -          | -          | -          | 11         | 5          | 0          | 1          | 0          | .833       |
| 2016  | HOU   | 55        | 448       | 34        | 2         | 4         | .996      | 5         | 15        | 13        | .464      | -          | -          | -          | -          | -          | -          | -          | -          | -          | -          | -          | -          |
| 2017  | HOU   | 49        | 473       | 14        | 9         | 2         | .982      | 4         | 35        | 4         | .103      | 1          | 2          | 0          | 0          | 0          | 1.000      | -          | -          | -          | -          | -          | -          |
| 2018  | HOU   | 2         | 2         | 0         | 0         | 0         | 1.000     | 0         | 0         | 0         | .---      | -          | -          | -          | -          | -          | -          | -          | -          | -          | -          | -          | -          |
| MLB   | MLB   | 241       | 1925      | 123       | 18        | 8         | .991      | 16        | 119       | 38        | .242      | 5          | 36         | 0          | 1          | 2          | .973       | 59         | 68         | 3          | 5          | 1          | .934       |

- 2019年度シーズン終了時

### 表彰
- 月間最優秀新人：2回（2013年4月、5月）

### 背番号
- 24（2013年 - 2014年）
- 11（2015年 - 2018年）